# Энергетика Тамбовской области
Энергетика Тамбовской области — сектор экономики региона, обеспечивающий производство, транспортировку и сбыт электрической и тепловой энергии. По состоянию на конец 2020 года, на территории Тамбовской области эксплуатировались одиннадцать тепловых электростанций общей мощностью 343,2 МВт. В 2020 году они произвели 951 млн кВт·ч электроэнергии.

## История
Первая электростанция в Тамбове была введена в эксплуатацию в 1901 году на территории вагоноремонтных мастерских, её мощность составляла 50 кВт. Первая городская электростанция была построена в Тамбове в 1911 году, она имела мощность 400 кВт, использовала дизельные двигатели и вырабатывала постоянный ток. В 1912 году на обводном канале вблизи Тамбова заработала малая ГЭС с генератором переменного тока мощностью 175 л. с. Одновременно свои электростанции создавали промышленные предприятия региона, в 1914 году на одном из заводов была пущена крупнейшая в регионе паротурбинная электростанция мощностью 4000 кВт, к 1917 году на Моршанской суконной фабрике работали один локомобиль мощностью 75 л. с. и три паровые машины с генераторами общей мощностью 480 л. с. В 1915 году была введена в эксплуатацию электростанция Котовского порохового завода, которая под названием Котовской ТЭЦ-1 эксплуатируется и в настоящее время. В целом к 1917 году мощность всех электростанций Тамбовской области составляла 6000 кВт.
В 1927—1928 годах Тамбовская городская электростанция была расширена, в ней установили два дизель-генератора переменного тока мощностью по 272 кВт. В 1930 году была реконструирована электростанция в Котовске, тогда же на Моршанском суконном заводе были введены в эксплуатацию гидроэлектростанция мощностью 300 л. с. и тепловая электростанция мощностью 1000 кВт. С 1950-х годов начинается активная электрификация сельской местности, изначально с использованием местных электростанций небольшой мощности, в частности малых ГЭС. Так, на реке Цне были построены Черниговская и Мутасьевская ГЭС, на реке Вороне — Солдатчинская, Пересыпкинская и Прудковская ГЭС.
В 1954 году был пущен первый турбоагрегат ТЭЦ Тамбовского анилино-красочного завода, в настоящее время известной как Тамбовская ТЭЦ. Станция строилась с использованием оборудования, полученного из Германии по репарациям, в 1956 году после завершения строительства первой очереди её мощность составляла 30,5 МВт. Впоследствии Тамбовская ТЭЦ неоднократно расширялась, в частности в 1960—1962 году была введена в эксплуатацию вторая очередь станции. В 1957 году на базе электростанции был образован Тамбовский энергокомбинат.
В 1957 году было начато строительство Котовской ТЭЦ-2, первая очередь станции в составе трёх турбоагрегатов общей мощностью 36 МВт была введена в эксплуатацию в 1965—1966 годах. В 1975 году было начато строительство второй очереди Котовской ТЭЦ-2, в 1985 году вторая очередь в составе турбоагрегата мощностью 80 Мвт была введена в эксплуатацию.
С конца 1950-х годов начинается работа по созданию единой энергосистемы региона. В 1959 году была введена в эксплуатацию первая в области линия электропередачи напряжением 110 кВ Тамбовская ТЭЦ — Рассказово. В 1960 году Тамбовский энергокомбинат был преобразован в районное энергетическое управление (РЭУ) «Тамбовэнерго». В 1962 году с вводом в эксплуатацию ВЛ 220 кВ Мичуринск — Тамбов Тамбовская область была присоединена к единой энергосистеме страны. Одновременно велась работа по подключению к централизованному энергоснабжению сельских регионов с одновременным выводом из эксплуатации небольших малоэффективных местных электростанций.
В 2008 году была пущена Тамбовская ГТ ТЭЦ, в 2018 году выведена из эксплуатации Котовская ТЭЦ-2, для замещения которой были построены котельные.

## Генерация электроэнергии
По состоянию на конец 2020 года, на территории Тамбовской области эксплуатировались одиннадцать тепловых электростанций общей мощностью 343,2 МВт. Это Тамбовская ТЭЦ, Тамбовская ГТ ТЭЦ, а также девять электростанций промышленных предприятий (блок-станций), большая часть из которых не работает параллельно с энергосистемой. Особенностью энергетики региона является доминирование одной станции, Тамбовской ТЭЦ, на которую приходится почти 70 % общей установленной мощности.

### Тамбовская ТЭЦ
Расположена в г. Тамбове, один из основных источников теплоснабжения города. Крупнейшая по мощности электростанция региона. По конструкции представляет собой паротурбинную теплоэлектроцентраль, в качестве топлива использует природный газ. Эксплуатируемые в настоящее время турбоагрегаты введены в эксплуатацию в 1961—1999 годах, при этом сама станция эксплуатируется с 1954 года. Установленная электрическая мощность станции — 235 МВт, тепловая мощность — 947 Гкал/час. Фактическая выработка электроэнергии в 2019 году — 652,1 млн кВт·ч. Оборудование станции включает в себя четыре турбоагрегата, мощностью 25 МВт, 40 мВт, 60 МВт и 110 МВт, а также шесть котлоагрегатов и четыре водогрейных котла. Принадлежит ПАО «Квадра».

### Тамбовская ГТ ТЭЦ
Расположена в г. Тамбове, является одним из источников теплоснабжения города. Газотурбинная теплоэлектроцентраль (ГТУ-ТЭЦ), в качестве топлива использует природный газ. Турбоагрегаты станции введены в эксплуатацию в 2008 году. Установленная электрическая мощность станции — 18 МВт, тепловая мощность — 80 Гкал/час. Фактическая выработка электроэнергии в 2019 году — 114,5 млн кВт·ч. Оборудование станции включает в себя два турбоагрегата, мощностью по 9 МВт, два котла-утилизатора и два водогрейных котла. Принадлежит АО «ГТ Энерго».

### Электростанции промышленных предприятий
В Тамбовской области расположены девять электростанций общей мощностью 90,2 МВт, обеспечивающих энергоснабжение отдельных предприятий (преимущественно, сахарных заводов). Большая часть из них не работает параллельно с энергосистемой. В качестве топлива все они используют природный газ.
- Котовская ТЭЦ-1 — расположена в г. Котовске, обеспечивает энергоснабжение Тамбовского порохового завода. Является старейшей электростанцией региона — эксплуатируется с 1915 года. Паротурбинная теплоэлектроцентраль. Мощность станции — 24 МВт, тепловая мощность — 225 Гкал/ч, фактическая выработка электроэнергии в 2019 году — 8,5 млн кВт·ч. Оборудование станции включает в себя шесть турбоагрегатов, четыре мощностью по 3 МВт и два по 6 МВт. Принадлежит ФКП «Тамбовский пороховой завод»;
- Никифоровская ТЭЦ — расположена в п. Дмитриевка Никифоровского района, обеспечивает энергоснабжение Никифоровского сахарного завода. Паротурбинная теплоэлектроцентраль. Мощность станции — 12 МВт, тепловая мощность — 150,8 Гкал/ч, фактическая выработка электроэнергии в 2019 году — 24,9 млн кВт·ч. Оборудование станции включает в себя два турбоагрегата мощностью по 6 МВт. Принадлежит ООО «Русагро-Тамбов»;
- Знаменская ТЭЦ — расположена в п. Знаменка Знаменского района, обеспечивает энергоснабжение Знаменского сахарного завода. Паротурбинная теплоэлектроцентраль. Мощность станции — 12 МВт, тепловая мощность — 115 Гкал/ч, фактическая выработка электроэнергии в 2019 году — 41,6 млн кВт·ч. Оборудование станции включает в себя два турбоагрегата мощностью по 6 МВт. Принадлежит ООО «Русагро-Тамбов»;
- Жердевская ТЭЦ — расположена в г. Жердевка, обеспечивает энергоснабжение Жердевского сахарного завода. Паротурбинная теплоэлектроцентраль. Мощность станции — 6 МВт, тепловая мощность — 88 Гкал/ч, фактическая выработка электроэнергии в 2019 году — 17,6 млн кВт·ч. Оборудование станции включает в себя один турбоагрегат. Параллельно энергосистеме не работает. Принадлежит ООО «Русагро-Тамбов»;
- Кирсановская ТЭЦ — расположена в г. Кирсанов, обеспечивает энергоснабжение Кирсановского сахарного завода. Теплоэлектроцентраль комбинированной конструкции — паротурбинная, газопоршневая, дизельная. Мощность станции — 15,15 МВт, тепловая мощность — 83 Гкал/ч, фактическая выработка электроэнергии в 2019 году — 28 млн кВт·ч. Оборудование станции включает в себя три паротурбинных турбоагрегата, один из которых мощностью 6 МВт и два по 3,2 МВт, два газопоршневых агрегата мощностью по 1,125 МВт и один дизель-генератор мощностью 0,5 МВт. Параллельно энергосистеме не работает. Принадлежит ООО «Кристалл»;
- Уваровская ТЭЦ — расположена в г. Уварово, обеспечивает энергоснабжение Уваровского сахарного завода. Паротурбинная теплоэлектроцентраль. Мощность станции — 12 МВт, тепловая мощность — 88 Гкал/ч, фактическая выработка электроэнергии в 2019 году — 21,33 млн кВт·ч. Оборудование станции включает в себя два турбоагрегата мощностью по 6 МВт. Параллельно энергосистеме не работает. Принадлежит ЗАО «Уваровский сахарный завод»;
- ЭС ПАО «Пигмент» — расположена в г. Тамбов, обеспечивает энергоснабжение предприятия по производству лакокрасочных материалов. Газопоршневая электростанция. Мощность станции — 6 МВт, тепловая мощность — 74,1 Гкал/ч, фактическая выработка электроэнергии в 2019 году — 35,15 млн кВт·ч. Оборудование станции включает в себя три газопоршневых агрегата мощностью по 2 МВт. Параллельно энергосистеме не работает;
- ЭС ЗАО «Тандер» — расположена в г. Тамбов. Мощность станции — 2,4 МВт. Параллельно энергосистеме не работает;
- ЭС АО «ЗАВКОМ» — расположена в г. Тамбов, обеспечивает энергоснабжение предприятия по производству теплообменного оборудования. Мощность станции — 0,6 МВт, тепловая мощность — 4,6 Гкал/ч. Параллельно энергосистеме не работает.

## Потребление электроэнергии
Потребление электроэнергии в Тамбовской области (с учётом потребления на собственные нужды электростанций и потерь в сетях) в 2020 году составило 3432 млн кВт·ч, максимум нагрузки — 579 МВт. Таким образом, Тамбовская область является энергодефицитным регионом, дефицит покрывается за счёт перетоков из соседних энергосистем. В структуре потребления электроэнергии в регионе лидирует потребление населением — 24 %, поля промышленности составляет 21 %. Крупнейшие потребители электроэнергии (по итогам 2019 года): ООО «Тамбовский бекон» — 61,5 млн кВт·ч, ОАО «Токаревская птицефабрика» — 55,2 млн кВт·ч, АО «Инжавинская птицефабрика» — 52,3 млн кВт·ч. Функции гарантирующего поставщика электроэнергии выполняют ПАО «Тамбовская энергосбытовая компания» и АО «Тамбовская областная сбытовая компания».

## Электросетевой комплекс
Энергосистема Тамбовской области входит в ЕЭС России, являясь частью Объединённой энергосистемы Центра, находится в операционной зоне филиала АО «СО ЕЭС» — «Региональное диспетчерское управление энергосистем Липецкой и Тамбовской областей» (Липецкое РДУ). Энергосистема региона связана с энергосистемами Липецкой области по одной ВЛ 500 кВ, трём ВЛ 220 кВ и одной ВЛ 110 кВ, Рязанской области по одной ВЛ 500 кВ, одной ВЛ 220 кВ и одной ВЛ 110 кВ, Воронежской области по одной ВЛ 110 кВ, Пензенской области по одной ВЛ 500 кВ и двум ВЛ 110 кВ.
Общая протяженность линий электропередачи напряжением 110—500 кВ составляет 3868,9 км, в том числе линий электропередачи напряжением 500 кВ — 642,7 км, 220 кВ — 701,4 км, 110 кВ — 2524,8 км. Магистральные линии электропередачи напряжением 220—500 кВ эксплуатируются филиалом ПАО «ФСК ЕЭС» — «Верхне-Донское ПМЭС», распределительные сети напряжением 110 кВ и ниже — филиалом ПАО «Россети Центр» — «Тамбовэнерго» (в основном) и территориальными сетевыми организациями.

## Теплоснабжение
Теплоснабжение в Тамбовской области производится 782 источниками тепла общей мощностью 4994 Гкал/ч, в том числе от двух электростанций общего пользования общей мощностью 1027 Гкал/ч, восьми ТЭЦ промышленных предприятий и 772 муниципальных и ведомственных котельных общей мощностью 2844 Гкал/ч. Отпуск тепловой энергии, по итогам 2019 года, оценивается в 5540 тыс. Гкал, из них 2690 тыс. Гкал произведено на ТЭЦ.